# TRS-80
TRS-80 Micro Computer System (TRS-80, пізніше перейменовано на Model I, щоб відрізнити від наступних систем) — настільний мікрокомп'ютер, що вперше з'явився на ринку 1977-го року, і продавався фірмою Tandy Corporation у її крамницях Radio Shack. Назва є абревіатурою від Tandy/Radio Shack, Z-80 microprocessor.
Даний комп'ютер був одним з перших масово вироблених домашніх комп'ютерів, що продавався безпосередньо у крамницях.
TRS-80 мав повнофункціональну клавіатуру QWERTY, новий (на той час) мікропроцесор Zilog Z80 (на відміну від більш поширеного Intel 8080), 4 кілобайти динамічної оперативної пам'яті, і невеликі розміри, що дозволяли легко розміщувати комп'ютер на робочому столі, мову програмування BASIC з підтримкою операцій з рухомою комою, монітор на основі електронно-променевої трубки, і ціну близько 600 доларів.
Tandy/Radio Shack розробили і рекламували широку лінійку периферії і компонентів для апгрейду TRS-80. Базову конфігурацію можна було вдосконалити, встановивши до 48 кілобайт оперативної пам'яті (блоками по 16 КБ), під'єднати до чотирьох дисководів гнучких дисків та/або твердих дисків. Tandy/Radio Shack надавали повну сервісну підтримку, включаючи модернізацію, ремонт і навчання роботі у тисячах крамниць по всій території США і світу.
Станом на 1979 рік, комп'ютер TRS-80 мав найширший вибір програмного забезпечення на ринку мікрокомп'ютерів.
До 1982-го року TRS-80 був машиною даного класу, що найкраще продавався (згідно з одним аналізом, продажі TRS-80 випереджували серію Apple II у п'ять разів).
У середині 1980-х років було випущено TRS-80 Model III, що був значною мірою сумісним з Model I (випуск якої невдовзі припинили, в основному через суворіші правила Федеральної комісії зі зв'язку щодо електромагнітної інтерференції. У квітні 1983 року Model III поступилася сумісній Model 4.
Після виходу Model I і сумісних наступників, назва TRS-80 стала використовуватися фірмою Tandy як загальний бренд для інших несумісних комп'ютерів, таких як TRS-80 Model II, TRS-80 Model 2000, TRS-80 Model 100, TRS-80 Color Computer і TRS-80 Pocket Computer.